# Новое Бикмурзино
Но́вое Бикму́рзино (чув. Ҫӗнӗ Шӑхран) — деревня в Комсомольском районе Чувашской Республики. Входит в состав Комсомольского сельского поселения.

## География
Находится в юго-восточной части Чувашии, на расстоянии приблизительно 3 км на юго-восток по прямой от районного центра села Комсомольское.

## История
Основана переселенцами-чувашами из деревни Шихраны, существовавшей на месте города Канаш и деревни Юманзары. В 1747 году было отмечено 47 мужчин, в 1795 — 12 дворов и 78 жителей, в 1858—129 жителей, в 1897 — 48 дворов, 252 жителя, в 1926 — 62 двора, 307 жителей, в 1939—392 жителя, в 1979—385. В 2002 году было 78 дворов, в 2010 — 77 домохозяйств. В 1931 году был образован колхоз «Работник», в 2010 действовало КФХ «Атласкино».

## Население
Постоянное население составляло 230 человек (чуваши 98 %) в 2002 году, 212 в 2010.